# Саркофаг Людовизи
Саркофаг Людовизи или Большой саркофаг Людовизи (итал. Sarcofago Grande Ludovisi) — древнеримский саркофаг, предположительно датируемый 250-ми гг. Саркофаг известен своей плотной и неклассической композицией, образованной скорченными и высоко эмоциональными фигурами римлян и готов. Иллюстрирует направление в римском искусстве, типичное для периода кризиса III века. 
Саркофаг был обнаружен в 1621 году в захоронении около Тибуртинских ворот Рима, в связи с чем известен на латыни как Via Tiburtina Sarcophagus. Как и многие обнаруженные в то время антики, поступил во владение кардинала-непота Л. Людовизи. В настоящее время экспонируется в палаццо Альтемпс, входящее в состав Национального музея Рима.
Данный саркофаг принято относить к группе из примерно 25 позднеримских саркофагов, датированных примерно 170—210 годами и происходящих из Рима, реже из Афин. Они восходят к эллинистическим памятникам малоазийского Пергама, изображающим победы пергамцев над галлами. Наиболее известным представителем этой группы произведений искусства является саркофаг Портоначчо. Все саркофаги этой группы предназначались, очевидно, для военачальников.
Высота мраморного саркофага составляет 153 см. Его поверхность полностью покрыта горельефными фигурами. Крышка саркофага, разбитая в 1945 году в Майнце, изображает детей варваров, передаваемых римлянам предположительно их отцами. Центральной фигурой на лицевой панели является конный римский военачальник, возможно, представляющий покойного. Его лицо спокойно, а жест, который сложно интерпретировать, может означать прощание. X-образный знак на его лбу интерпретируют как крест, получаемый обращёнными на мистериях Митры как знак расположения бога Митры, популярного среди римских солдат. Мужество (virtus), демонстрируемое всадником, может означать прижизненную доблесть на поле боя, однако вместе со знаком указывает на победу над смертью.
Центральную фигуру некоторые специалисты отождествляют с Гостилианом, сыном императора Деция, чьё самостоятельное непродолжительное правление началось в 251 году после гибели отца и старшего брата в битве при Абритте с готами. Деций Траян и Геренний Этруск первыми среди римских императоров погибли от рук чужеземцев. В отличие от отца и брата, Гостилиан умер от чумы.